# Vatroslav Jagić
Vatroslav Jagić (n. 6 iulie 1838, Varaždin, cantonul Varaždin, Croația – d. 5 august 1923, Viena, Austria) a fost un savant croat de studii slave din a doua jumătate a secolului al XIX-lea. 

## Biografie
Jagić s-a născut în Varaždin, Imperiul Austriac, în prezent în Croația, unde a urmat școala elementară și este locul în care și-a început învățământul secundar. A terminat învățământul secundar la Gimnaziul din Zagreb. Având un interes deosebit pentru filologie, s-a mutat la Viena, unde a urmat cursuri de studii slave sub îndrumarea lui Franz Miklosich. Și-a continuat studiile și și-a susținut teza de doctorat Das Leben der Wurzel 'dê in Croatischen Sprachen în Leipzig (Germania) în 1871.
La terminarea studiilor, Jagić s-a întors la Zagreb, unde din 1860 până în 1870 a ocupat funcția de profesor la un liceu în limba croată.
În 1869 Jagić a fost ales membru cu drepturi depline al Academiei Iugoslave de Științe și Arte și membru corespondent al Academiei Ruse de Științe din Sankt Petersburg. În 1871 a lucrat ca profesor de studii slave la Universitatea din Odessa (Universitatea Novorossiisk) și la Berlin, unde s-a mutat în 1874 pentru a deveni primul profesor de studii slave la prestigioasa Universitate Friedrich Wilhelm din Berlin. Jagić a deținut această funcție până în 1880, când s-a mutat din nou și a devenit profesor la Universitatea din Sankt Petersburg.
În 1886, s-a întors la Universitatea din Viena, unde l-a înlocuit pe fostul lector Franz Miklosich care a ieșit la pensie. Aici a predat, a făcut cercetări și a publicat până la pensionarea sa în 1908.
Jagić a murit la Viena, dar a fost înmormântat în localitatea sa natală, Varaždin.

## Lucrări scrise
Lucrările sale despre literatură și limbaj au început să apară pentru prima dată în publicățiile liceului în care a lucrat. În 1863, împreună cu colegii săi de cercetare Josip Torbar și Franjo Rački a lansat revista Književnik. În această revistă, el a publicat mai multe articole referitoare la problematica gramaticii, a sintaxei, precum și cea a istoriei limbii folosite de croați. Lucrările sale au fost analizate de către Academia Iugoslave de Științe și Arte (JAZU), fondată în Croația în 1866. Lucrările și polemica sa au fost legate în principal de verbe, paleografie, vocalizare a limbii, poezie populară și sursele acesteia. În acel moment a început să publice și o colecție de lucrări scrise de vechi scriitori croați.
În Berlin, a început să publice Archiv für slavische Philologie (Arhiva filologiei slave) și a continuat să o editeze timp de 45 de ani. Periodicul a concentrat atenția savanților și a publicului larg asupra slavilor, sporindu-le interesul pentru limbile slave și cultura lor. De asemenea, a confirmat importanța studiilor slave, metodologia și validitatea sa ca disciplină științifică.
În timp ce se afla la Viena, Vatroslav Jagić a intenționat să scrie o enciclopedie legată de filologia slavilor. Această idee l-a determinat să scrie Istorija slavjanskoj filologii (Istoria filologiei slave). Această carte a fost publicată la Sankt Petersburg în 1910 și conține retrospectiva privind dezvoltarea studiilor slave de la începutul până la sfârșitul secolului al XIX-lea.
Lucrările sale scrise sunt impresionante prin amploarea și calitatea acestora: lingvistul croat Josip Hamm a remarcat că lucrările colecționate ale lui Jagić ar avea, la un loc, mai mult de 100 de volume de dimensiuni mari.
Printre cei mai renumiți studenți ai săi s-au numărat Aleksander Brückner (profesor polonez, filolog și slavist) și Ivan Franko (poet și cărturar ucrainean din Galiția).

## Interese
Vatroslav Jagić a fost foarte interesat de limba slavă veche bisericească și a concluzionat și a dovedit că aceasta nu provine din câmpiile centrale din Panonia, așa cum susțineau majoritatea experților, ci din sudul Macedoniei. Jagić a fost interesat și de viața și opera lui Juraj Križanić (1618–1683), un preot dominican care a avut un interes considerabil pentru pan-slavism și cooperarea dintre catolicism și ortodoxism.

### Lucrări (selecție)
- Jagić, Vatroslav (1883). Quattuor Evangeliorum versionis palaeoslovenicae Codex Marianus Glagoliticus, characteribus Cyrillicis transcriptum (PDF). Berlin: Weidmann.